# نرو (فیلم ۲۰۱۶)
نِرو (انگلیسی: Nerve) فیلمی در ژانر مهیج، ماجراجویی و جنایی است که در سال ۲۰۱۶ منتشر شد. از بازیگران آن می‌توان به دیو فرانکو، اما رابرتس و امیلی مید اشاره کرد.داستان فیلم به دختری به نام وی می‌پردازد که برای جستجوی هیجان به بازی خطرناک دست می‌زند.